# Ecuațiile termodinamice ale lui Bridgman
În termodinamică ecuațiile termodinamice ale lui Bridgman sunt un set de ecuații termodinamice de bază, obținute folosind o metodă de generare a identităților termodinamice multiple care depind de un număr de mărimi termodinamice. Ecuațiile sunt numite după fizicianul american Percy Williams Bridgman (v. și diferențială exactă).
Variabilele extensive ale sistemului sunt cele fundamentale. Vor fi luate în considerare doar entropia S, volumul V, și cele mai comune patru potențiale termodinamice:
- energia internă, U
- entalpia, H
- energia liberă (Helmholtz) F
- entalpia liberă (Gibbs) G

Primele derivate ale energiei interne în raport cu variabilele sale naturale (extensive) S și V produc parametrii intensivi ai sistemului - presiunea p și temperatura T. Pentru un sistem simplu în care numărul particulelor este constant, derivatele de ordinul al doilea ale potențialelor termodinamice pot fi exprimate toate în funcție de numai trei proprietăți ale materialului:
- capacitatea termică la presiune constantă, Cp
- coeficientul de dilatare termică, α
- compresibilitatea la temperatură constantă βT

Ecuațiile lui Bridgman sunt o serie de relații între toate mărimile de mai sus.

## Descriere
Multe ecuații termodinamice sunt exprimate în funcție de derivate parțiale. De exemplu, expresia capacității termice la presiune constantă este:
{\displaystyle C_{p}=\left({\frac {\partial H}{\partial T}}\right)_{p}}
care este derivata parțială a entalpiei în funcție de temperatură, menținând presiunea constantă. Se poate scrie această ecuație ca:
{\displaystyle C_{p}={\frac {(\partial H)_{p}}{(\partial T)_{p}}}}
Această metodă de rescriere a derivatei parțiale a fost descrisă de Bridgman (și, de asemenea, de Lewis și Randall) și permite utilizarea următoarei colecții de expresii pentru a exprima multe ecuații termodinamice. De exemplu, din ecuațiile de mai jos se obține:
{\displaystyle (\partial H)_{p}=C_{p}}
și
{\displaystyle (\partial T)_{P}=1}
Împărțindu-le una la alta, se obține din nou expresia pentru Cp.
Următorul rezumat reia diferiți termeni parțiali privind potențialele termodinamice, parametrii de stare S, T, P, V și următoarele trei proprietăți ale materialelor, care sunt ușor de măsurat experimental.
{\displaystyle \left({\frac {\partial V}{\partial T}}\right)_{p}=\alpha V}
{\displaystyle \left({\frac {\partial V}{\partial p}}\right)_{T}=-\beta _{T}V}
{\displaystyle \left({\frac {\partial H}{\partial T}}\right)_{p}=C_{p}=c_{p}N}

## Ecuațiile termodinamice ale lui Bridgman
{\displaystyle (\partial T)_{p}=-(\partial p)_{T}=1}
{\displaystyle (\partial V)_{p}=-(\partial p)_{V}=\left({\frac {\partial V}{\partial T}}\right)_{p}}
{\displaystyle (\partial S)_{p}=-(\partial p)_{S}={\frac {C_{p}}{T}}}
{\displaystyle (\partial U)_{p}=-(\partial p)_{U}=C_{p}-p\left({\frac {\partial V}{\partial T}}\right)_{p}}
{\displaystyle (\partial H)_{p}=-(\partial p)_{H}=C_{p}}
{\displaystyle (\partial G)_{p}=-(\partial p)_{G}=-S}
{\displaystyle (\partial F)_{p}=-(\partial p)_{F}=-S-p\left({\frac {\partial V}{\partial T}}\right)_{p}}
{\displaystyle (\partial V)_{T}=-(\partial T)_{V}=-\left({\frac {\partial V}{\partial p}}\right)_{T}}
{\displaystyle (\partial S)_{T}=-(\partial T)_{S}=\left({\frac {\partial V}{\partial T}}\right)_{p}}
{\displaystyle (\partial U)_{T}=-(\partial T)_{U}=T\left({\frac {\partial V}{\partial T}}\right)_{p}+p\left({\frac {\partial V}{\partial p}}\right)_{T}}
{\displaystyle (\partial H)_{T}=-(\partial T)_{H}=-V+T\left({\frac {\partial V}{\partial T}}\right)_{p}}
{\displaystyle (\partial G)_{T}=-(\partial T)_{G}=-V}
{\displaystyle (\partial F)_{T}=-(\partial T)_{F}=p\left({\frac {\partial V}{\partial p}}\right)_{T}}
{\displaystyle (\partial S)_{V}=-(\partial V)_{S}={\frac {C_{p}}{T}}\left({\frac {\partial V}{\partial p}}\right)_{T}+\left({\frac {\partial V}{\partial T}}\right)_{p}^{2}}
{\displaystyle (\partial U)_{V}=-(\partial V)_{U}=C_{p}\left({\frac {\partial V}{\partial p}}\right)_{T}+T\left({\frac {\partial V}{\partial T}}\right)_{p}^{2}}
{\displaystyle (\partial H)_{V}=-(\partial V)_{H}=C_{p}\left({\frac {\partial V}{\partial p}}\right)_{T}+T\left({\frac {\partial V}{\partial T}}\right)_{p}^{2}-V\left({\frac {\partial V}{\partial T}}\right)_{p}}
{\displaystyle (\partial G)_{V}=-(\partial V)_{G}=-V\left({\frac {\partial V}{\partial T}}\right)_{p}-S\left({\frac {\partial V}{\partial p}}\right)_{T}}
{\displaystyle (\partial F)_{V}=-(\partial V)_{F}=-S\left({\frac {\partial V}{\partial p}}\right)_{T}}
{\displaystyle (\partial U)_{S}=-(\partial S)_{U}={\frac {p\,C_{p}}{T}}\left({\frac {\partial V}{\partial p}}\right)_{T}+p\left({\frac {\partial V}{\partial T}}\right)_{p}^{2}}
{\displaystyle (\partial H)_{S}=-(\partial S)_{H}=-{\frac {VC_{p}}{T}}}
{\displaystyle (\partial G)_{S}=-(\partial S)_{G}=-{\frac {VC_{p}}{T}}+S\left({\frac {\partial V}{\partial T}}\right)_{p}}
{\displaystyle (\partial F)_{S}=-(\partial S)_{F}={\frac {p\,C_{p}}{T}}\left({\frac {\partial V}{\partial p}}\right)_{T}+p\left({\frac {\partial V}{\partial T}}\right)_{p}^{2}+S\left({\frac {\partial V}{\partial T}}\right)_{p}}
{\displaystyle (\partial H)_{U}=-(\partial U)_{H}=-VC_{p}+p\,V\left({\frac {\partial V}{\partial T}}\right)_{p}-p\,C_{p}\left({\frac {\partial V}{\partial p}}\right)_{T}-p\,T\left({\frac {\partial V}{\partial T}}\right)_{p}^{2}}
{\displaystyle (\partial G)_{U}=-(\partial U)_{G}=-VC_{p}+p\,V\left({\frac {\partial V}{\partial T}}\right)_{p}+ST\left({\frac {\partial V}{\partial T}}\right)_{p}+Sp\left({\frac {\partial V}{\partial p}}\right)_{T}}
{\displaystyle (\partial F)_{U}=-(\partial U)_{F}=p(C_{p}+S)\left({\frac {\partial V}{\partial p}}\right)_{T}+p\,T\left({\frac {\partial V}{\partial T}}\right)_{p}^{2}+ST\left({\frac {\partial V}{\partial T}}\right)_{p}}
{\displaystyle (\partial G)_{H}=-(\partial H)_{G}=-V(C_{p}+S)+TS\left({\frac {\partial V}{\partial T}}\right)_{p}}
{\displaystyle (\partial F)_{H}=-(\partial H)_{F}=-\left[S+p\left({\frac {\partial V}{\partial T}}\right)_{p}\right]\left[V-T\left({\frac {\partial V}{\partial T}}\right)_{p}\right]+p\,C_{p}\left({\frac {\partial V}{\partial p}}\right)_{T}}
{\displaystyle (\partial F)_{G}=-(\partial G)_{F}=-S\left[V+p\left({\frac {\partial V}{\partial p}}\right)_{T}\right]-p\,V\left({\frac {\partial V}{\partial T}}\right)_{p}}